# 毛样洪
毛样洪（1969年—2020年1月25日），前中华人民共和国福建浦城县仙阳镇中心卫生院副院长、医生。毛样洪从16岁起进入乡镇卫生院工作。2004年4月，由于抗击非典表现突出，毛样洪被评为“福建省卫生系统先进工作者”。新冠肺炎疫情发生后，毛样洪在抗疫一线遭遇车祸，经抢救无效殉职，终年51岁。